# De toren van blauwe paarden
'De toren van blauwe paarden' (Der Turm der blauen Pferde) is een schilderij van de expressionistische Duitse kunstschilder Franz Marc, geschilderd in 1913, Olieverf op doek, 200 bij 130 centimeter groot. Het werk werd in de nazitijd bestempeld als Entartete Kunst, werd aangekocht door Hermann Göring en geldt sinds 1945 als verdwenen.

## Context
Marc zou na 1910 nauwelijks nog mensen tot onderwerp van zijn schilderijen maken, maar vooral dieren schilderen: in tegenstelling tot het dier beschouwde hij de mens als 'onrein' en vervreemd van zijn oorspronkelijkheid. Vanaf 1913 ontwikkelde hij echter ook een steeds soort van gebroken verhouding tot het dier: waar hij aanvankelijk probeerde zich 'in te leven in hoe het dier de wereld waarneemt', werd hij zich geleidelijk bewust dat ook de natuur zelf onrein was en kwam het dier hem steeds vaker voor als 'lelijk en akelig'. Parallel daarmee werden zijn voorstellingen meer en meer instinctief, steeds schetsmatiger en uiteindelijk uiterst abstract, mede ook onder invloed van Robert Delaunay, die hij in 1912 samen met August Macke in Parijs had bezocht. Der Turm der blauen Pferde is in dat licht te beschouwen als een overgangswerk.

## Afbeelding
De toren van blauwe paarden beeldt Marc op bijna levensgroot formaat een viertal ogenschijnlijk in de verdrukking(?) zittende paarden af, in dominante blauwtonen in een geelachtige landschap. Blauw stond bij Marc voor mannelijkheid en geel zag hij als een vrouwelijke kleur, waarmee een symboliek gezocht kan worden in het gevangen zitten van de man in een door vrouwen bepaalde omgeving. Tegelijkertijd stralen de paarden op het schilderij echter ook kracht uit en agressie. De lijven van de beesten domineren het beeld: compositorisch staan de gespierde rompen als het ware lineair verbonden in het middelpunt. De afbeelding van een regenboog en de maancirkel en het kruis op het voorste paard, worden wel gezien als een uitbeelding van Marcs ideaalbeeld van de eenheid in de kosmos.

## Historie
Marc exposeerde het schilderij in 1913 op de door Herwarth Walden georganiseerde 'Erstem deutschen Herbstsalon', waarbij het heftige discussies opriep bij publiek en pers. Nadat hij in 1916 sneuvelde tijdens de Eerste Wereldoorlog bevond het werk zich nog steeds in zijn atelier. In 1919 werd het verworven door de Nationalgalerie in Berlijn, waar het tot 1937 als een van de contemporaine topwerken gold. Begin dat jaar echter werd het, samen met honderddertig andere kunstwerken door de nazi's in beslag genomen en vanaf juli in München tentoongesteld als 'Entartete Kunst'. Na een protest van de 'Deutsche Officiersbund', die bezwaar maakte tegen de opname van Marcs werk in de tentoonstelling omdat hij als frontsoldaat bij Verdun gevallen was, werd het werk korte tijd later uit de expositie verwijderd, alsook zijn andere tentoongestelde werken. Korte tijd later werd het schilderij, samen met twaalf andere 'entartete' werken, aangekocht door nazikopstuk Hermann Göring, die het toevoegde aan zijn verzameling. Sinds 1945 geldt het werk als verdwenen, hoewel de Duitse kunsthistoricus Edwin Redslob beweerde het werk kort na de Tweede Wereldoorlog nog gezien te hebben in het 'Haus am Waldsee' in Zehlendorf. De journalist Joachim Nawrocki was de laatste die beweerde het werk nog te hebben gezien, tijdens de Blokkade van Berlijn in 1948. In 2001 verschenen er berichten in de pers dat het schilderij zich mogelijk in een Zwitserse banksafe zou bevinden, maar dat is nooit aangetoond. In november 2013 werd opnieuw gespeculeerd dat het schilderij mogelijk nog steeds niet vernietigd was, nadat in München een grote hoeveelheid roof- en ‘entartete’ kunst werd teruggevonden.

## Kleurreconstructie
Van Der Turm der blauen Pferde zijn diverse foto's bewaard gebleven, alsook gedetailleerde beschrijvingen. Daarnaast bestaat er een schets van het werk die Marc als ansichtkaart aan de dichteres Else Lasker-Schüler stuurde. Op grond van deze zaken werden na de Tweede Wereldoorlog diverse kleurenreproducties van het werk gereconstrueerd, die overigens vaak behoorlijk van elkaar verschilden. De Duitse firma 'Arthotek' maakte in 2004 een ontwerp op basis van een studie van Marcs kleurengebruik, welke als uitgangspunt geldt voor de meeste reproducties die sindsdien van het werk werden gemaakt, waaronder de afbeelding als getoond in dit lemma.

## Galerij

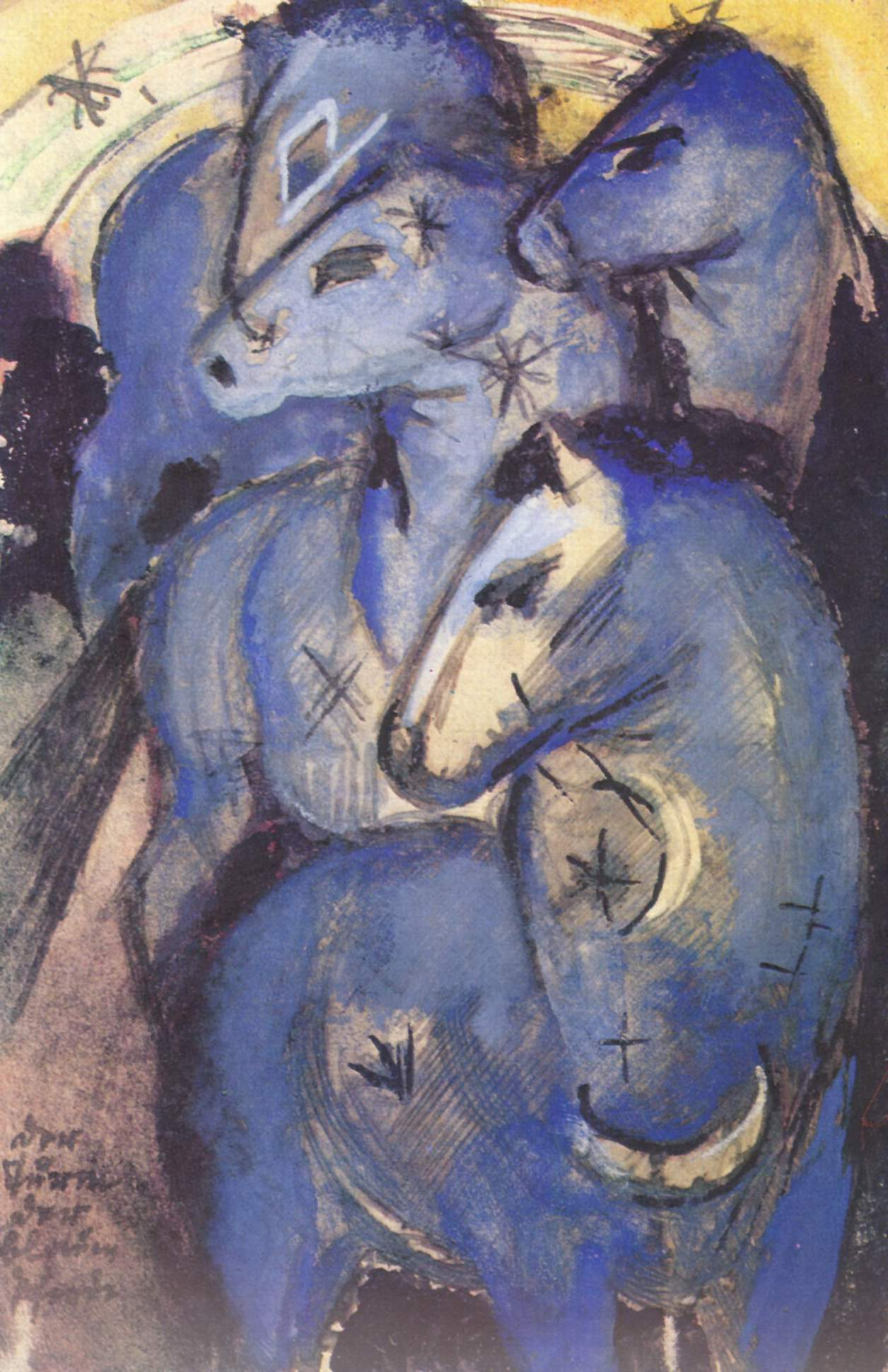
Schets op een ansichtkaart, 1912-1913
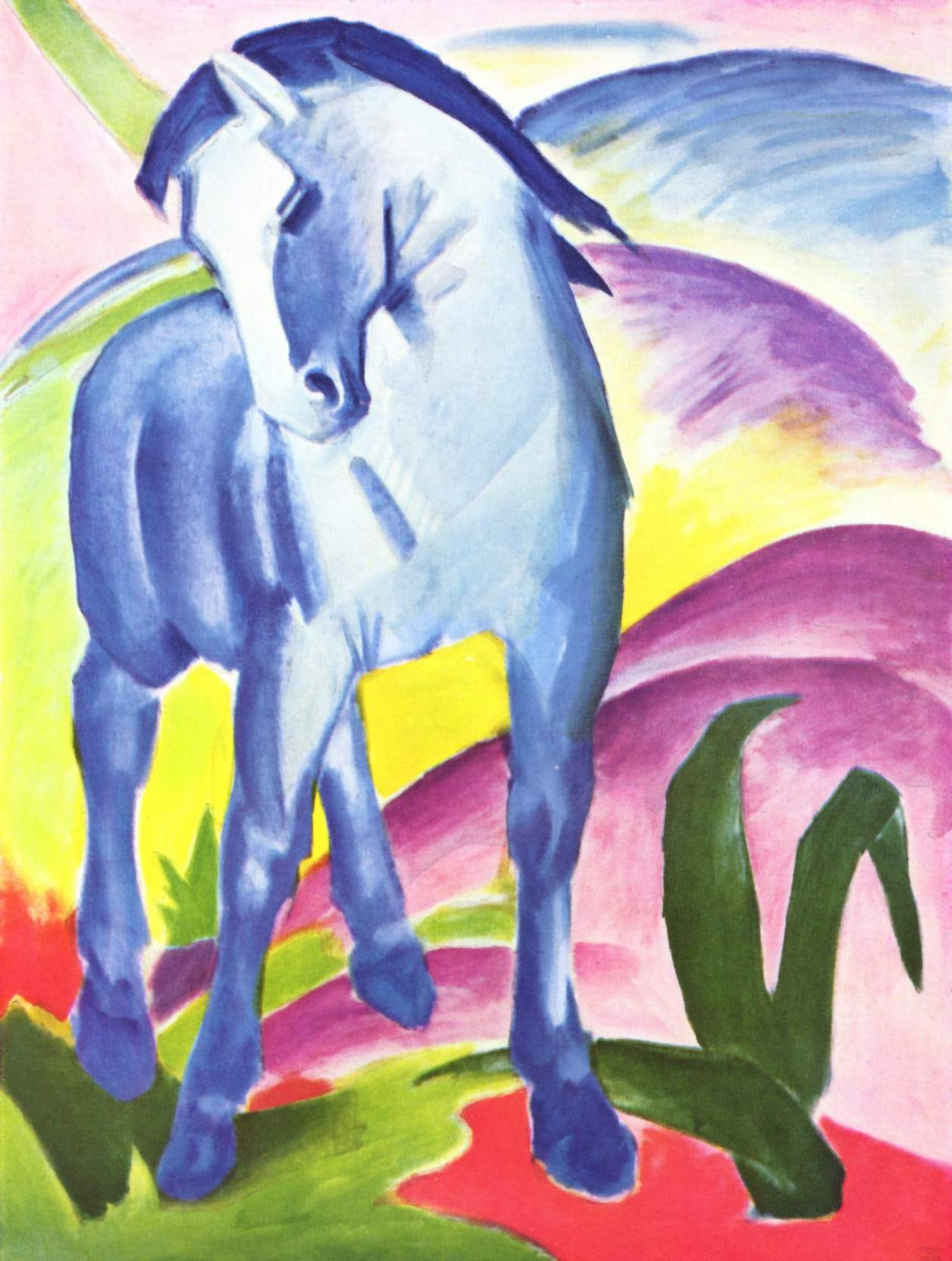
Blauw paard, 1911, voorbeeld van zijn eerdere expressionistische dierenwerk.
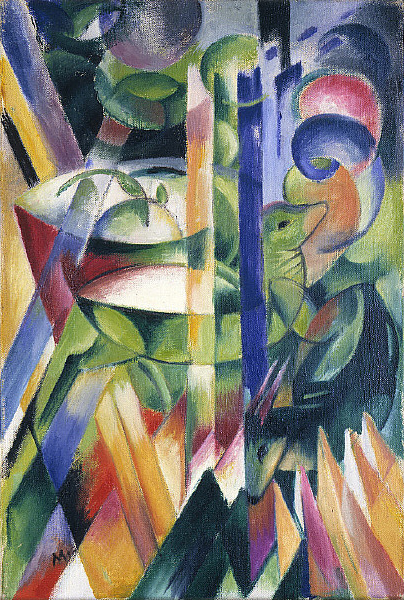
Kleine berggeiten, 1914, voorbeeld van zijn latere abstracte werk.